# Rotax
BRP-Rotax GmbH & Co KG, plus connu sous le nom de Rotax, est un constructeur de moteurs autrichien.

## Présentation
Filiale de la société canadienne Bombardier Recreational Products (BRP), ce constructeur développe et fabrique des moteurs 4 temps et 2 temps pour les produits de la société Bombardier Produits récréatifs (BRP), dont les motoneiges Ski-Doo et Lynx, les motomarines et bateaux Sea-Doo, les quads Can-Am et roadsters Spyder), de même que pour équiper des motocyclettes et karting, ainsi que des avions légers et ULM.
Il a été acheté en 1970 par le groupe canadien Bombardier mais a été transféré à BRP en 2003 lorsque celle-ci est devenue une société totalement indépendante à la suite d'une réorganisation du groupe. Au cours de son histoire, la société a conçu et développé plus de 350 types de moteurs pour des produits récréatifs et a produit plus de cinq millions de moteurs.

## Histoire
La compagnie est créée en 1920 à Dresde, en Allemagne, sous le nom de Rotax-Werk AG.
- 1930 : L’entreprise transfère ses activités à Schweinfurt.
- 1943 : Les usines sont déplacées à Wels, Autriche.
- 1947 : Les usines sont déplacées à Gunskirchen, près de Wels.
- 1959 : Rotax fusionne avec la société Lohner-Werke, un fabricant de voitures et de châssis de wagons ferroviaires basé à Vienne.
- 1962 : Un moteur Rotax est installé pour la première fois sur une motoneige (développée par Bombardier).
- 1970 : Lohner-Rotax est acheté par le canadien Bombardier, ce qui permet à Rotax de développer sa section de moteurs de moto.
- 1982 : La société développe son premier moteur 4-temps et son premier moteur d'avion.
- 1983 : Commence la production de moteurs pour les motocyclettes Aprilia.
- 1988 : Production de moteurs pour les motomarines Sea-Doo.
- 1989 : Le moteur 912A pour avion est certifié.
- 1993 : Production de moteurs pour les motocyclettes BMW, en Allemagne.
- 1998 : Production de moteurs pour les quads Bombardier.
- 2003 : Les problèmes financiers dus à la crise dans l'industrie aéronautique après le 11 septembre 2001 forcent le groupe Bombardier à se défaire de certaines activités. La filiale de Valcourt est vendue à un consortium composé de Bain Capital, des membres de la famille Bombardier ainsi que de la Caisse de dépôt et placement du Québec pour 2,5 milliards CAD et devient Bombardier Produits récréatifs[2],[3].

Bombardier-Rotax GmbH & Co. KG est intégrée à la nouvelle entreprise.
- 2004 : Nouveau nom de la société : BRP-Rotax GmbH & Co. KG.
- 2009 : Nouveau nom de la société : BRP-Powertrain GmbH & Co KG.
- Fin de septembre 2022, un drone Mohajer-6, de fabrication iranienne, utilisé par la Russie s'est écrasé en mer. Ce drone récupéré par l'armée ukrainienne, qui l'a analysé. Celle-ci a montré que ce drone était équipé d’un moteur Rotax, fabriqué par la société autrichienne du même nom. Dans son communiqué, la société écrit : « BRP n’a pas autorisé et n’a donné aucune autorisation à ses distributeurs pour approvisionner les fabricants d'UAV [unmanned aerial vehicles, c'est-à-dire des drones] militaires en Iran ou en Russie ».  Ce n'est pourtant pas la première fois que les fabricants de drones russes utilisent des moteurs Rotax[4]. En 2011, Vega a dévoilé le drone Luch, qui utilise aussi un moteur Rotax[5].

## Moteurs pour véhicules récréatifs

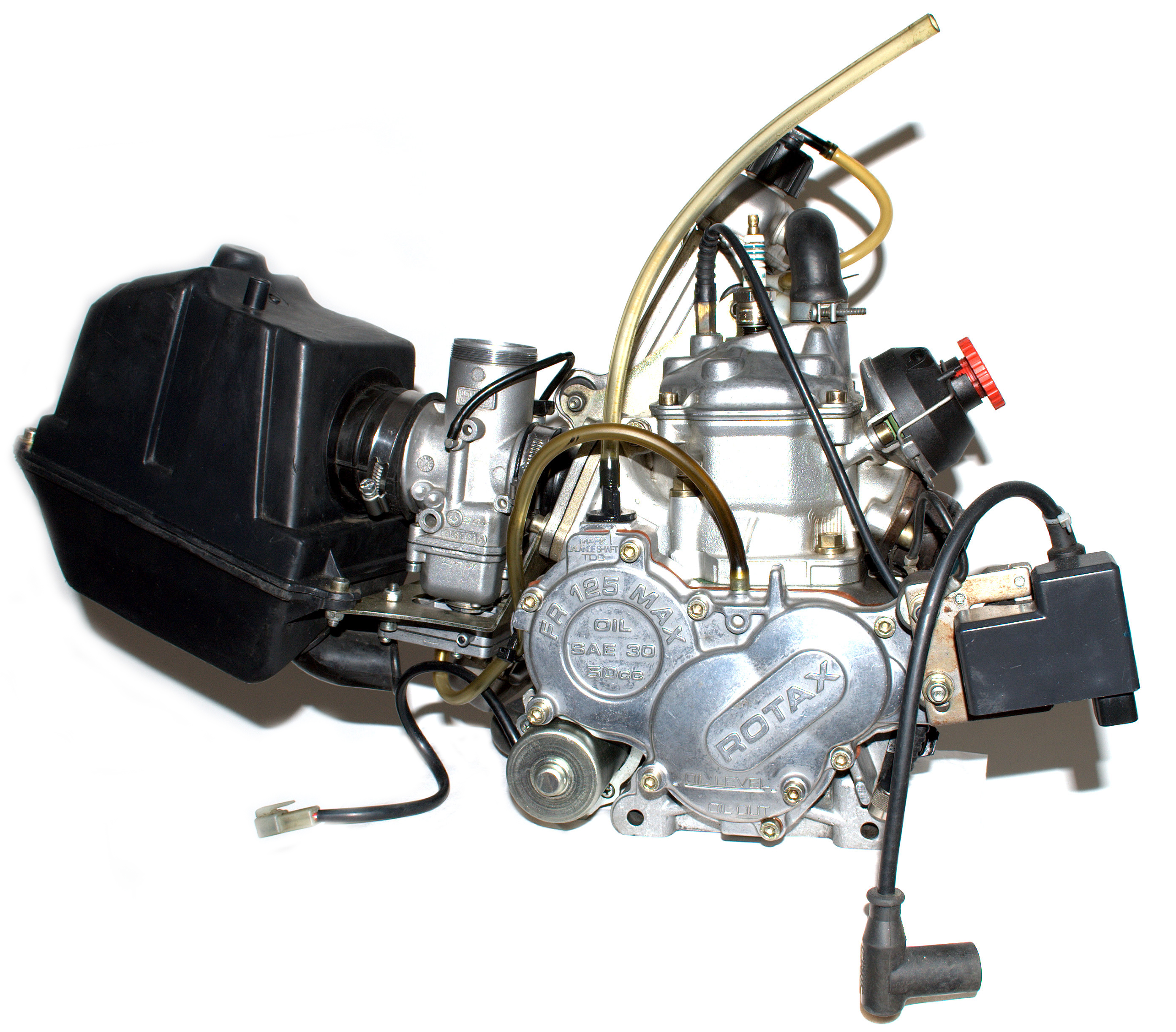
Le Rotax Max, moteur de karting mono-cylindre de 125 cm3 équipé d'un démarreur et d'un embrayage automatique.

Moteurs pour motos, quads, motoneiges, karts :
- vend des moteurs au fabricant de moto Aprilia ;
- vend des moteurs à la société canadienne Can-Am motorcycles (Rotax et Can-Am font partie du même groupe Bombardier Produits récréatifs) ;
- vend des moteurs à SWM entre 1977 et 1984 pour les motos de trial et enduro ;
- vend des moteurs à Clews Competition Motorcycles ;
- fabrique le moteur 2-temps de 125 cm3 Rotax Max pour le karting ;
- les Rotax 122 et Rotax 123, moteurs 2-temps de 125 cm3 pour la moto Aprilia RS125 ;
- fabrique les moteurs Rotax 494 et 493, moteurs 2-temps utilisés pour la course Sports Car Club of America F500 race cars ;
- vend des moteurs à KTM ;
- vend des moteurs à Bimota ;
- fabrique le monocylindre 4 soupapes, moteur 4-temps à refroidissement liquide pour la moto BMW F650 ;
- vend des moteurs à BMW ;
- fabrique le moteur 4-temps V-twin de 1 125 cm3 « Helicon » pour la 1125R et la 1125 CR de la marque de motos Buell (2008 et 2009).

## Moteurs pour l'aviation légère

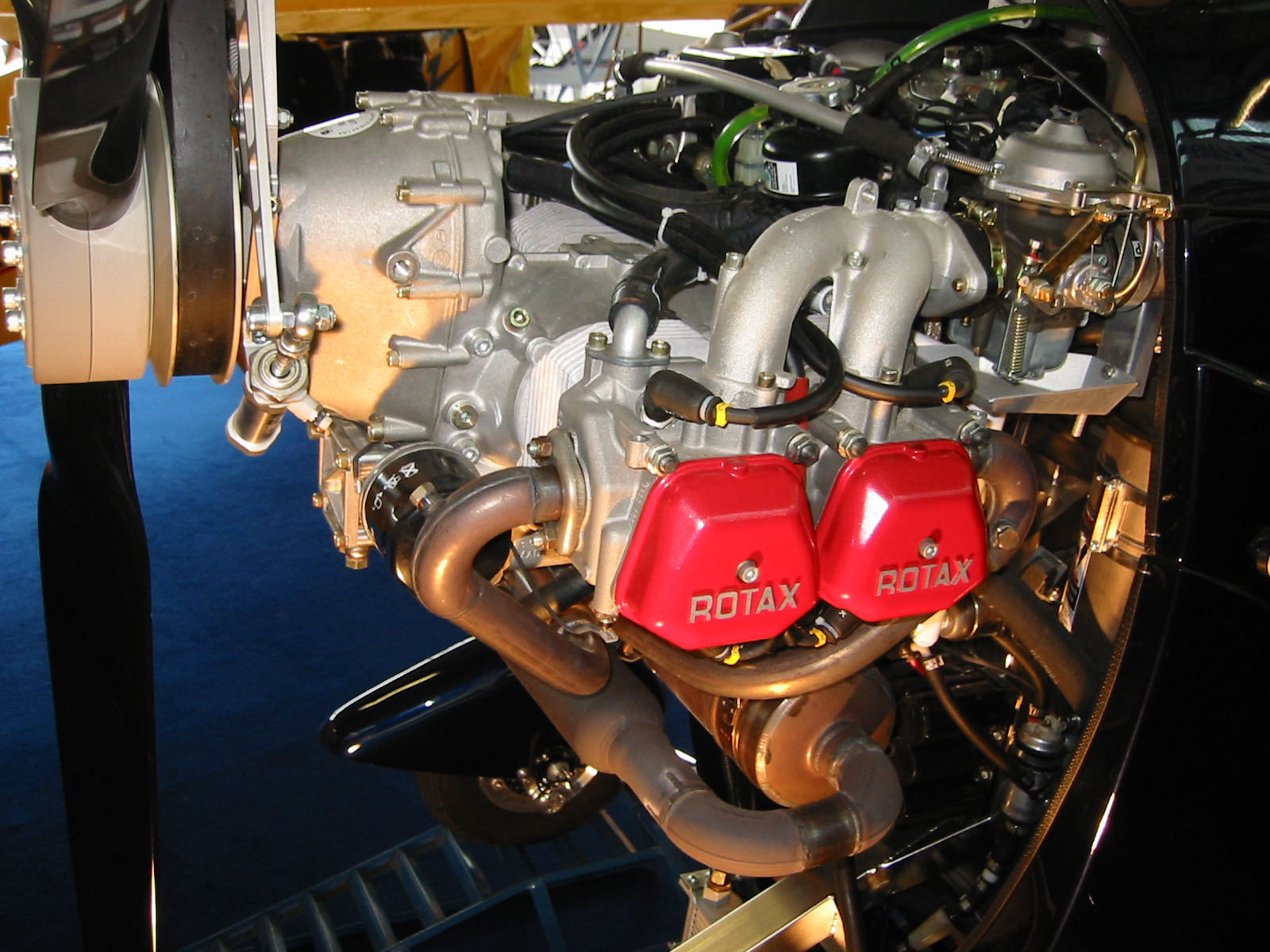
Rotax 914 avec hélice MT3.

Moteurs à quatre temps pour l'aviation légère classés par puissance :
|                          | Rotax 912                    | Rotax 912 S                  | Rotax 912 iS                 | Rotax 914                    | Rotax 915 iS                 | Rotax 916 iS                 |
| ------------------------ | ---------------------------- | ---------------------------- | ---------------------------- | ---------------------------- | ---------------------------- | ---------------------------- |
| Cylindres                | 4                            | 4                            | 4                            | 4                            | 4                            | 4                            |
| Allumage                 | Double allumage électronique | Double allumage électronique | Double allumage électronique | Double allumage électronique | Double allumage électronique | Double allumage électronique |
| Injection                | -                            | -                            | Injection                    | -                            | Injection                    | Injection                    |
| Turbo                    | -                            | -                            | -                            | Turbo                        | Turbo                        | Turbo                        |
| Intercooler              | -                            | -                            | -                            | -                            | Intercooler                  | Intercooler                  |
| Alésage                  | 79,5 mm                      | 84 mm                        | 84 mm                        | 79,5 mm                      | 84 mm                        | 84 mm                        |
| Course                   | 61 mm                        | 61 mm                        | 61 mm                        | 61 mm                        | 61 mm                        | 61 mm                        |
| Cylindrée                | 1211 cm3                     | 1352 cm3                     | 1352 cm3                     | 1211 cm3                     | 1352 cm3                     | 1352 cm3                     |
| Réducteur                | 2,43:1                       | 2,43:1                       | 2,43:1                       | 2,43:1                       | 2,54:1                       | 2,54:1                       |
| Puissance max            | 59,6 kW                      | 73,5 kW                      | 73,5 kW                      | 84,5 kW                      | 104 kW                       | 117 kW                       |
| Puissance max en ch      | 80 ch                        | 100 ch                       | 100 ch                       | 115 ch                       | 141 ch                       | 160 ch                       |
| Puissance continue       | 58,0 kW                      | 69,0 kW                      | 72,0 kW                      | 73,5 kW                      | 99 kW                        | 101 kW                       |
| Puissance continue en ch | 79 ch                        | 94 ch                        | 98 ch                        | 99 ch                        | 135 ch                       | 137 ch                       |
| Masse                    | 55,4 kg                      | 56,6 kg                      | 63,6 kg                      | 64,0 kg                      | 82,2 kg                      | 85,8 kg                      |
| MTBO                     | 2000 h                       | 2000 h                       | 2000 h                       | 2000 h                       | 1200 h                       | 2000 h                       |
| Année                    | 1989                         | 1998                         | 2012                         | 1996                         | 2015                         | 2023                         |

Le 914 est une évolution du 912 tandis que les 915 iS et 916 iS sont des évolutions du 912 iS.